# Alice ou la Dernière Fugue
Pour les articles homonymes, voir Alice.
Pour plus de détails, voir Fiche technique et Distribution.
Alice ou la Dernière Fugue est un film français réalisé par Claude Chabrol, sorti en 1977.

## Synopsis
Alice vient de s'apercevoir qu'elle ne pouvait plus supporter son mari. Elle fait sa valise et, sans trop savoir où aller, monte dans sa voiture. Elle se retrouve, la nuit tombée, sous la pluie, sur une petite route déserte lorsque, soudain, le pare-brise éclate… Devant elle, une propriété, au bout de l'allée, une grande et vieille demeure où un domestique stylé, Colas, l'accueille et l'introduit auprès du maître de maison, Monsieur Vergennes qui, après un bon dîner, lui offre l'hospitalité pour la nuit, lui promettant même de faire réparer son pare-brise. Dans la nuit, Alice est réveillée par un fracas épouvantable. Elle se précipite à la fenêtre et, si elle sent de mystérieuses présences dans le parc, ne voit rien… Au matin, elle découvre qu'elle est seule dans la maison mais sa voiture a effectivement été réparée.
Elle quitte donc la propriété mais ne retrouve pas la grille d'entrée et s'aperçoit qu'elle tourne en rond. Alice prend sa valise et se lance à pied pour trouver une issue.
D'étranges personnages vont alors se trouver sur son chemin. Devant un mur d'enceinte sans aucune ouverture, elle rencontre un jeune homme souriant qui refuse de répondre à ses questions, puis un enfant et des oiseaux en cage et un homme plus âgé qui la met en garde : on se moque d'elle, elle n'est qu'un jouet.
Le lendemain, la maison est toujours vide mais le café est sur la grande table de la cuisine. Elle prend à nouveau sa voiture et, délivrance, la grille d'entrée est bien là et la route devant elle. Mais quel est donc ce mystérieux pompiste dans cette station-service ? Quel est ce restaurant occupé par un banquet d'enterrement dont les participants cherchent à entraîner Alice dans une bacchanale effrénée ? Et cette nuit qui tombe beaucoup trop vite…Alice reprend la route. La pluie commence à tomber... Ce chemin a un air de déjà-vu.

## Fiche technique
- Titre : Alice ou la Dernière Fugue
- Réalisation : Claude Chabrol
- Scénario : Claude Chabrol
- Direction artistique : Maurice Sergent
- Décors : Philippe Turlure
- Costumes : Vicky-Tiel (robes de Sylvia Kristel)
- Photographie : Jean Rabier
- Son : Alain Sempé
- Montage : Monique Fardoulis
- Musique : Pierre Jansen
- Production : Pierre Gauchet, Patrick Hildebrand, Eugène Lépicier
- Sociétés de production : Filmel, Patrick Hildebrand Productions
- Société de distribution : UGC
- Pays d'origine :  France
- Langue originale : français
- Format : couleur (Eastmancolor) — 35 mm — 1,66:1 — son Mono
- Genre : fantastique
- Durée : 93 minutes
- Date de sortie : France 19 janvier 1977
- Affiche : Michel Landi (France)

## Distribution
- Sylvia Kristel : Alice Carroll
- Charles Vanel : Henri Vergennes
- André Dussollier : le jeune homme du parc / le pompiste
- Bernard Rousselet : le mari
- Fernand Ledoux : le vieux docteur
- Jean Carmet : Colas
- François Perrot : l'homme de 40 ans
- Thomas Chabrol : le garçon de 13 ans
- Catherine Druzy : l'infirmière
- Katia Romanoff : la serveuse à l'auberge
- Jean Cherlian : Émile
- Jean Le Boulbar : le premier homme
- Noël Simsolo : un homme du banquet
- Louise Rioton : la femme qui chante Le temps des cerises
- Cécile Maistre : la fillette de la station service

## Autour du film
Le film est dédié à la mémoire de Fritz Lang.

## Critiques
Pour le magazine Télé 7 jours, Alice ou la Dernière Fugue est « une plongée dans l'étrange, mais un film qui manque singulièrement de conviction et de suspense ». Le film peut paraître étrange, mais il est recommandé de le regarder jusqu'au bout, il en vaut la peine. 